# La Guéroulde
La Guéroulde ist eine Ortschaft und eine Commune déléguée in der französischen Gemeinde Breteuil mit 723 Einwohnern (Stand 2022) im Süden des Départements Eure in der Region Normandie. Die Einwohner werden Guérouldois genannt.
Die Gemeinde La Guéroulde trat am 1. Januar 2016 mit Cintray der Gemeinde Breteuil bei. Sie gehörte zum Arrondissement Évreux und zum Kanton Breteuil.

## Geografie
La Guéroulde liegt etwa 31 Kilometer südwestlich von Évreux am Iton. 

## Bevölkerungsentwicklung
| Jahr      | 1793  | 1846  | 1881 | 1936 | 1962 | 1968 | 1975 | 1982 | 1990 | 1999 | 2006 | 2013 |
| --------- | ----- | ----- | ---- | ---- | ---- | ---- | ---- | ---- | ---- | ---- | ---- | ---- |
| Einwohner | 1.013 | 1.150 | 918  | 611  | 697  | 631  | 612  | 582  | 554  | 622  | 718  | 846  |

## Sehenswürdigkeiten
- Kirche Notre-Dame